# Adrien Manglard

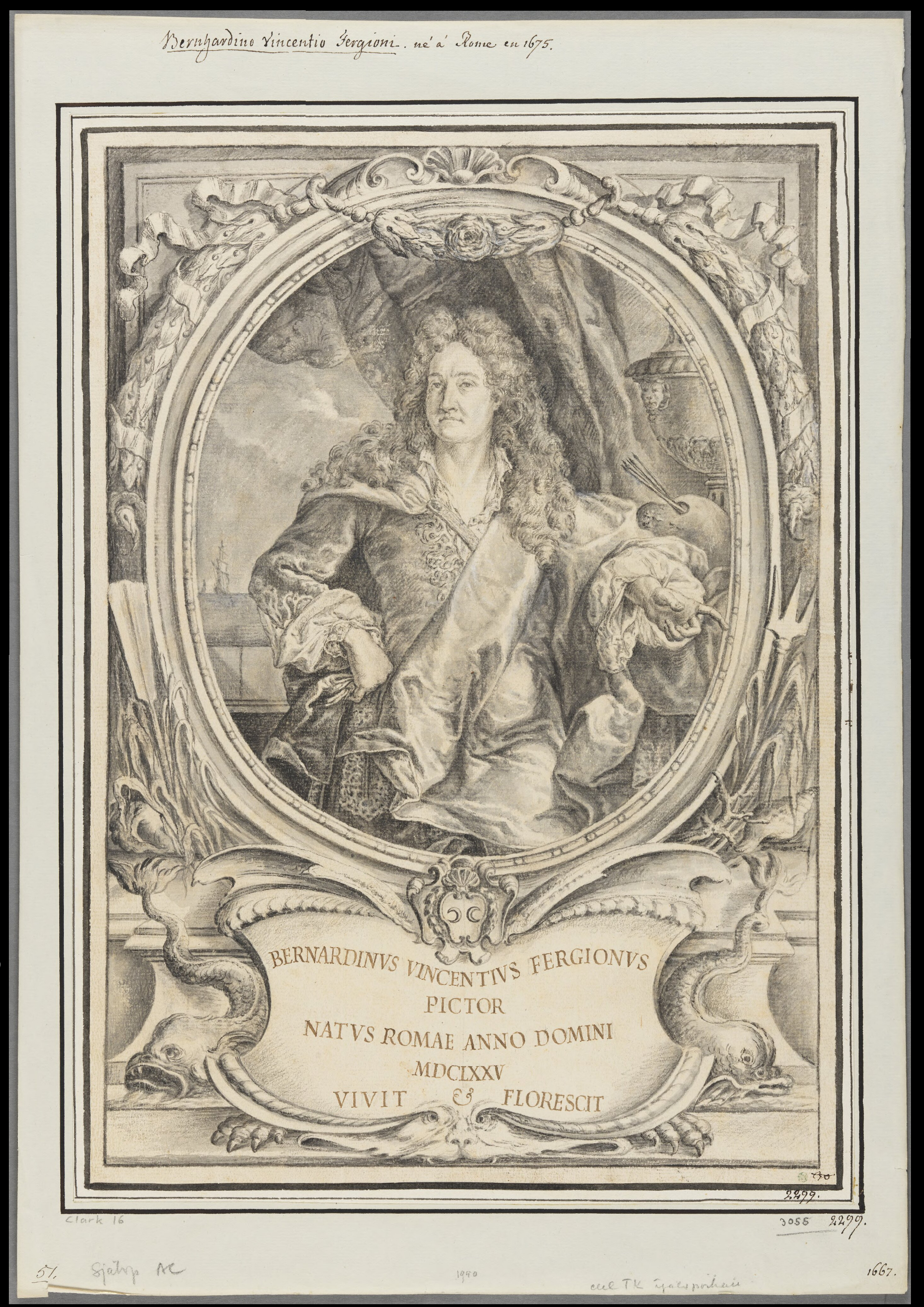
Manglards mästare Bernardino Fergioni Nationalmuseum, Stockholm

Adrien Manglard, född 10 mars 1695 i Lyon, Kungariket Frankrike, död 1 augusti 1760 i Rom, var en fransk målare.

## Biografi
Adrien Manglard föddes i staden Lyon, kungariket Frankrike, den 10 mars 1695 (eller 1685), den förstfödda av Edmond (kallad Aimé) Manglard och Catherine Rose du Perrier (eller Dupérier). Han döptes i kyrkan Saint-Vincent den 12 mars samma år. Hans far var också målare och föddes i Paris. Hans mor var dotter till en bokhandlare. Båda hans föräldrar var faderlösa. De gifte sig den 21 maj 1683 i basilikan Saint-Martin d'Ainay.
Bredvid Adrien fick de ytterligare två barn. Familjen drabbades av de ekonomiska följderna av hungersnöd orsakad av den lilla istiden extremt kallt väder, vilket ledde till de sju sjuka åren i Skottland och den anmärkningsvärt kalla Le Grand Hiver i Frankrike, med den efterföljande hungersnöd som uppskattades ha orsakat 600 000 dödsfall i slutet av 1710 i Frankrike. 1707 lämnades Manglards två bröder Pierre och Daniel på Hôpital de la Charité, ett barnhem i Lyon, där de antogs som délaissés (övergivna).
Efter att ha studerat hos Adriaen van der Cabel i Lyon flyttade Manglard därifrån till Avignon eller Marseille, där han studerade under den karthusiska målaren Joseph Gabriel Imbert (1666–1749). 1715 flyttade Manglard till Rom, som turist. Han var inte under skydd av den franska akademin, som skulle erkänna honom som fullvärdig medlem 1736.
1722 åtnjöt han antagligen redan en viss grad av berömmelse i Rom. Manglard började åtnjuta beskydd från anmärkningsvärda kommissionärer åtminstone sedan mitten av 1720-talet. På 1720-talet började han arbeta för Corte Sabauda, till vilken han skickade två målningar 1726. Manglards talang som marinmålare var sådan att hans karriär avancerade snabbt; prestigefyllda kunder inkluderade Victor Amadeus II, hertigen av Savoyen och kungen av Piemonte, som köpte två matchande verk från honom 1726, och Filip, hertig av Parma. Filip ensam beställde mer än 140 målningar från Manglard för att dekorera sina palats.
Manglard åtnjöt också beskydd från de viktigaste romerska familjerna, inklusive Colonna, Orsini, Rondani, Rospigliosi och Chigi. För Chigi gjorde han fresker i två rum i Palazzo Chigi, idag den officiella residensen för Italiens premiärminister. I Rom studerade Manglard med Bernardino Fergioni innan han snabbt blev berömd som landskapsmålare. Manglard fokuserade på vad som skulle bli hans expertfält i Rom, det vill säga marina vyer. Han gjorde studier av fartyg, turkar och till och med kameler. Manglard skildrade ofta hamnar och hamnar i sina landskapsmålningar. Hedar och kameler återspeglade exotismen i de stora italienska hamnarna.
Manglard utbildades av en holländsk guldålders landskapsarkitekt (Cabel), som själv hade rest till Italien. Där påverkades hans stil av den lokala bolonesiska skolan. Manglard kom således i första hand i kontakt med det holländska måleriet från guldåldern, med en mängd italienskt inflytande från Cabel. Efter att han flyttat till Italien i den tidiga tjugoårsåldern, påverkades han av de framstående Rombaserade målarna från perioden, inklusive konstnärerna i cirkeln kring skulptören Pierre Legros, såsom Sebastiano Conca och Caspar van Wittel. Manglards marina målningar kombinerar "de idealiserade, klassiska landskapen i Claude Lorrain med den akuta realismen hos norra modeller."

## Galleri

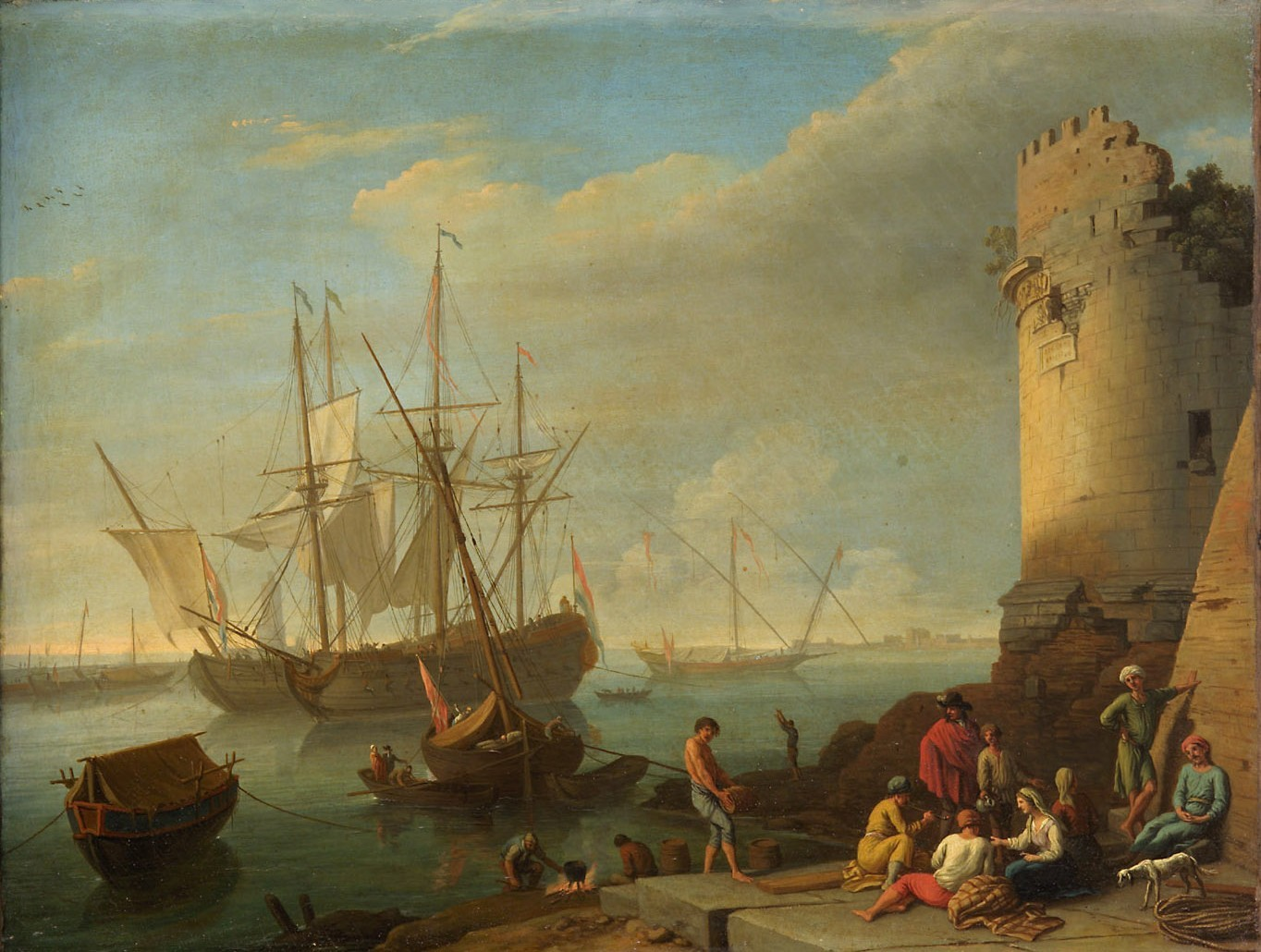
Seehafen, Kunsthistorisches Museum, Wien
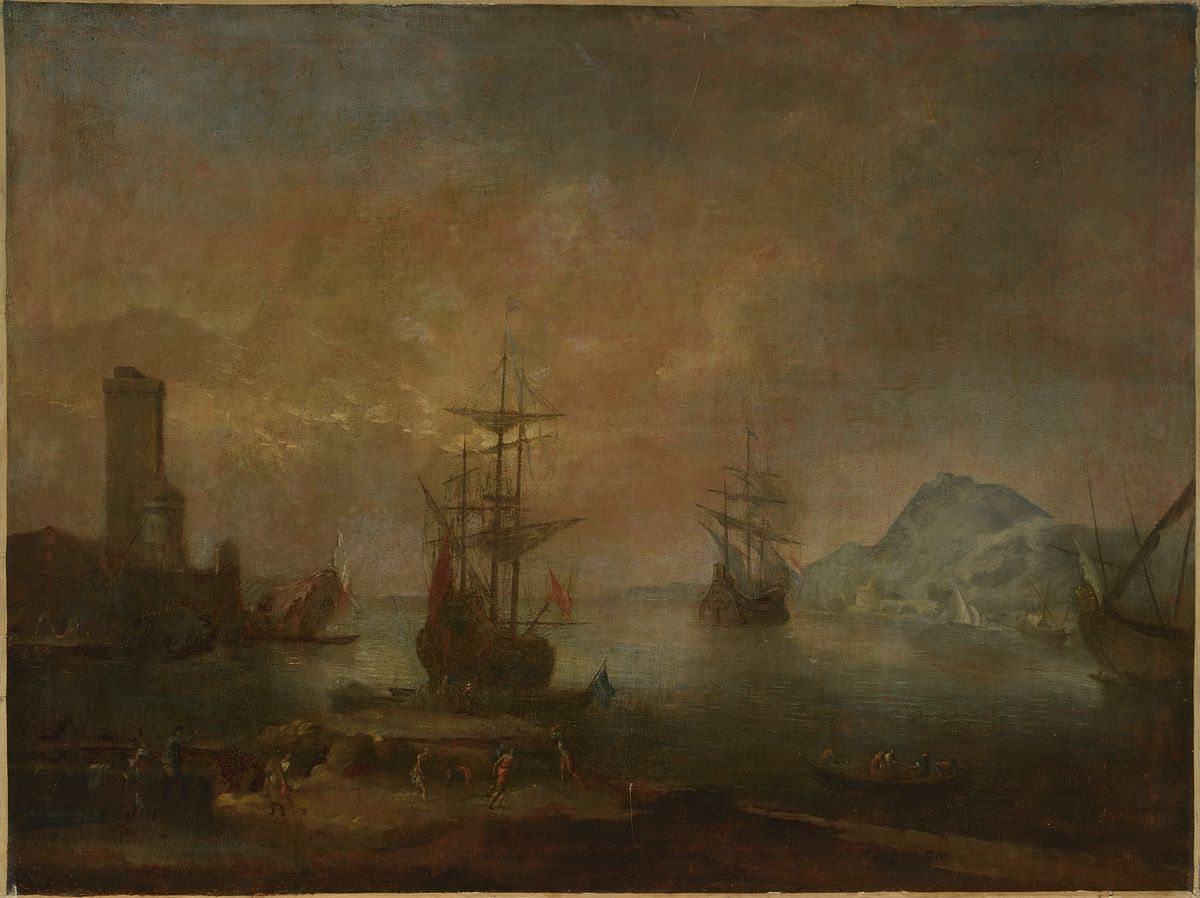
Marine,  Musée des beaux-arts, Lyon
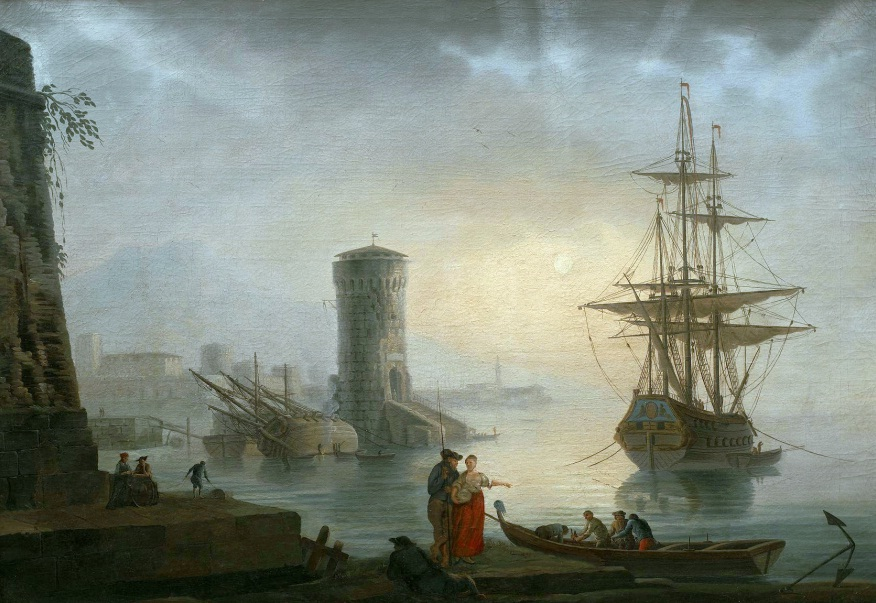
Mediterranean Port, Muzeum Pałacu Króla Jana III w Wilanowie, Warszawa
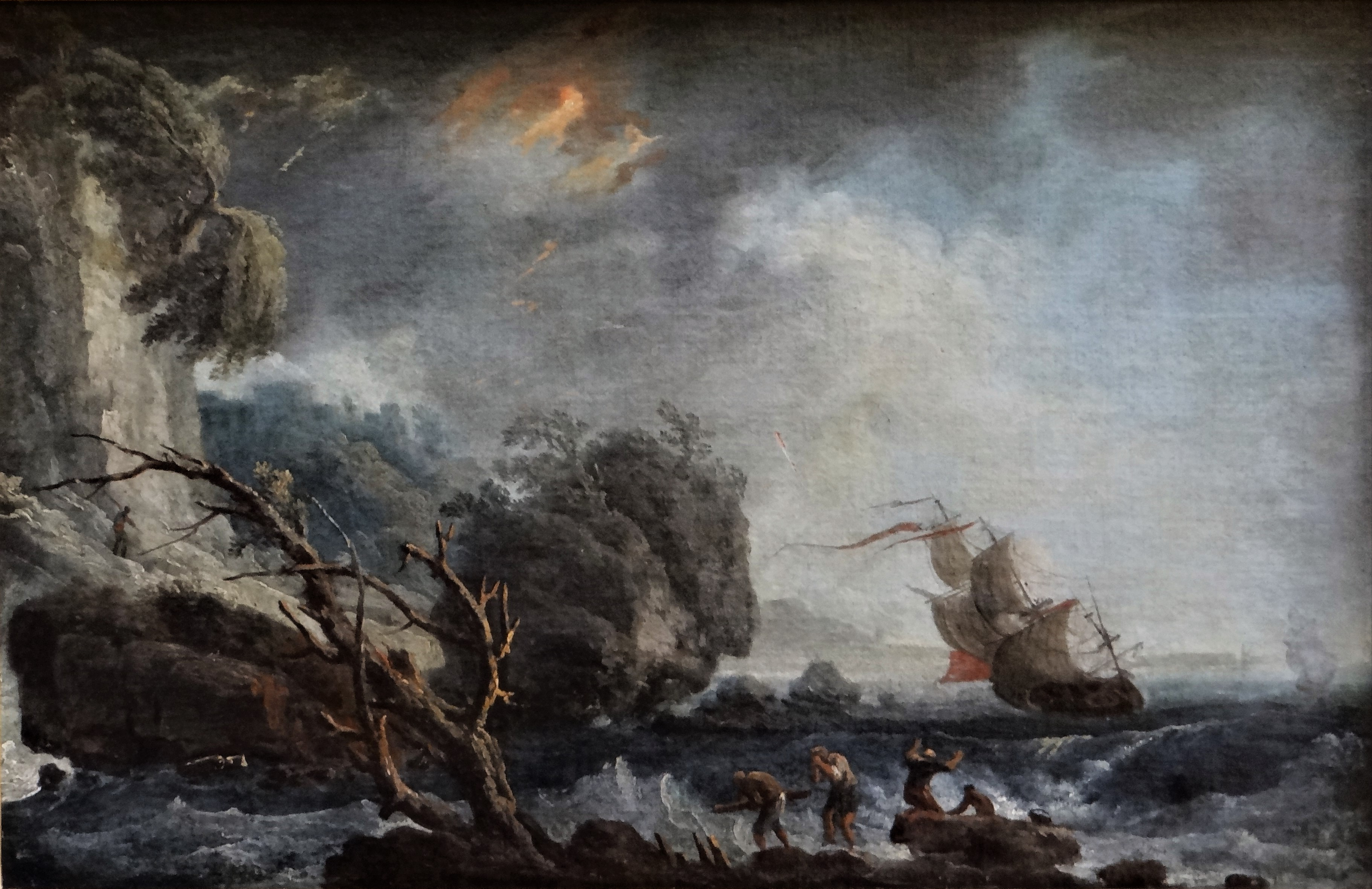
The End of the Storm, Musée d'Art et d'Archéologie, Périgueux
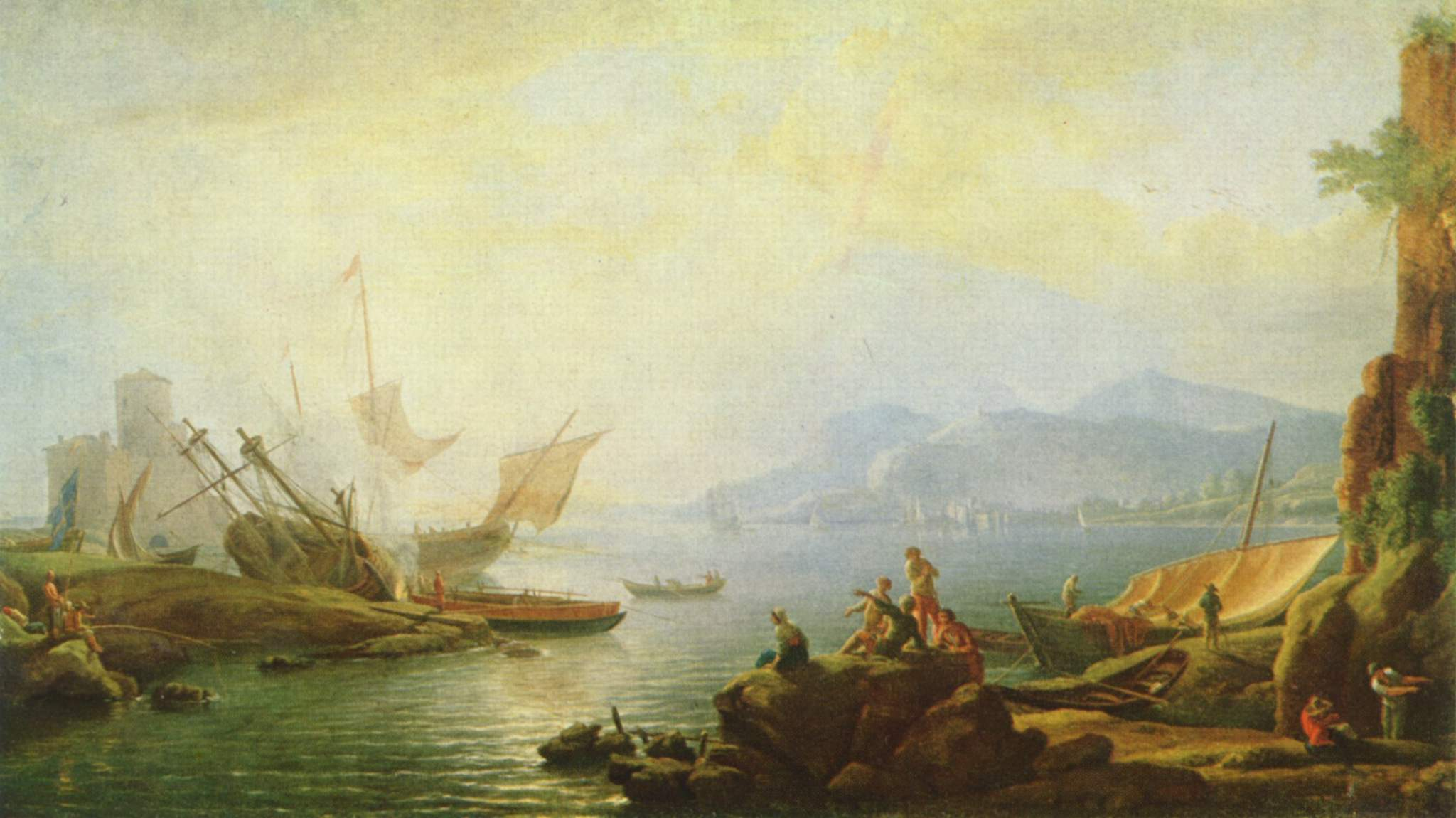
Flußmündung mit Hafen, Konstmuseet, Budapest
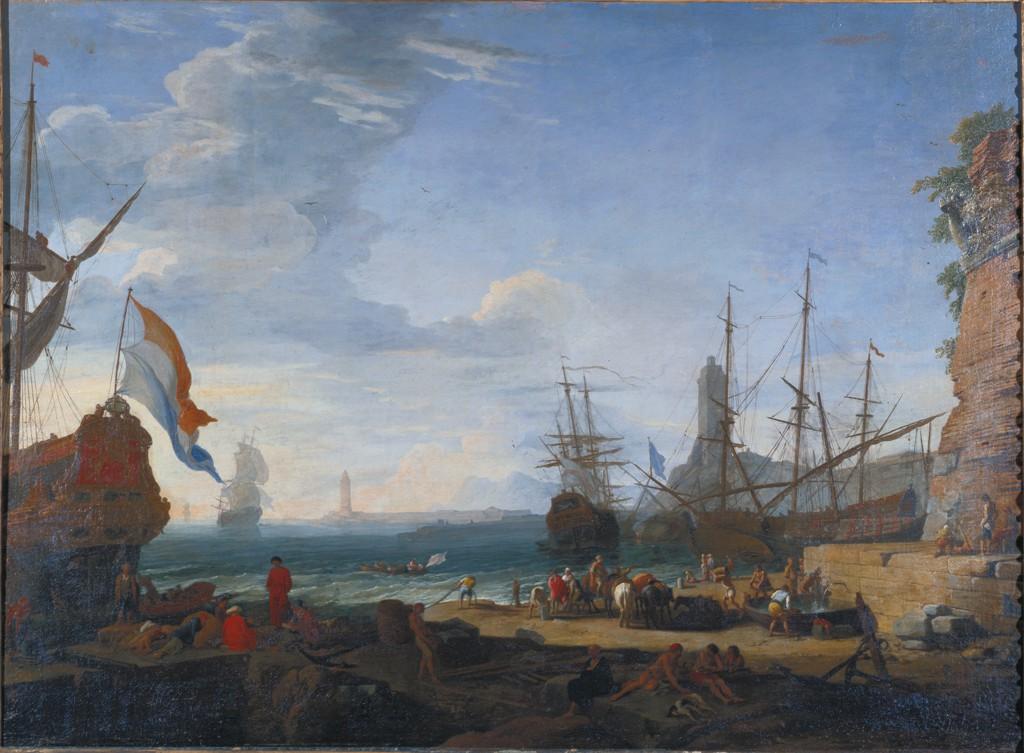
Seaport Scene, Fogg Museum, Cambridge, Massachusetts
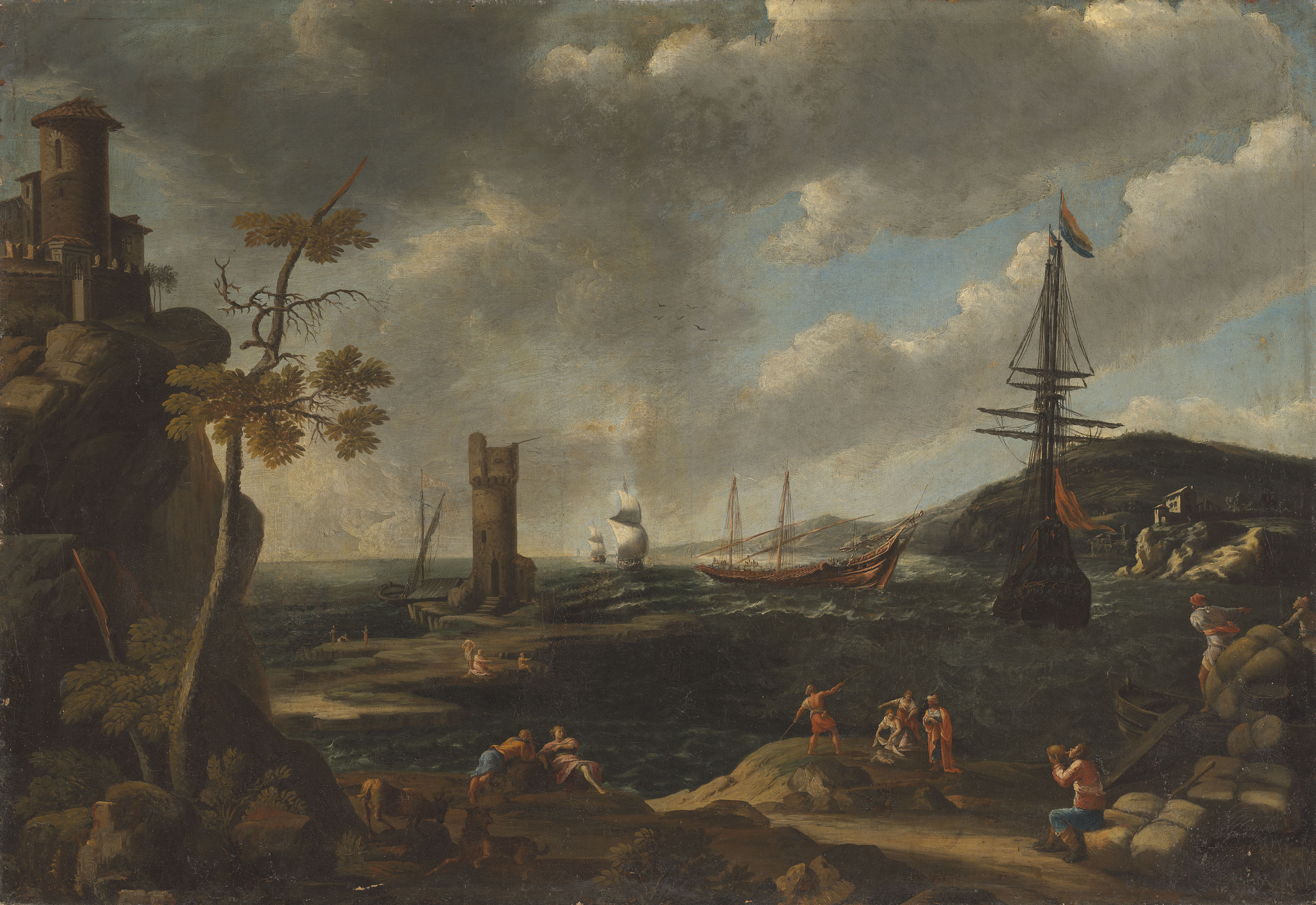
A Coastal Landscape with Fishermen, Privat samling
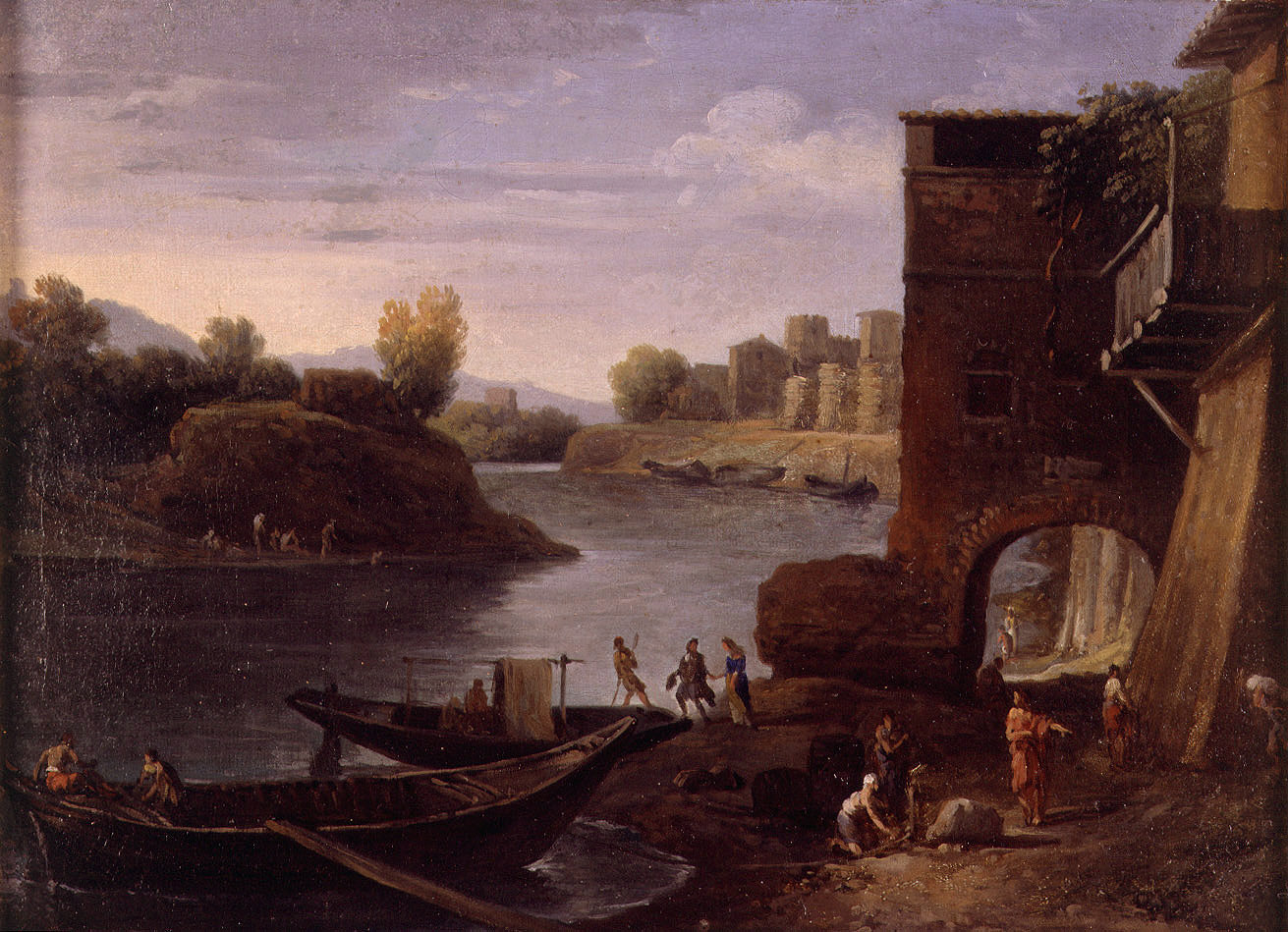
Embarcadero, Circle of Adrien Manglard, Museu de Belles Arts de València, Valencia
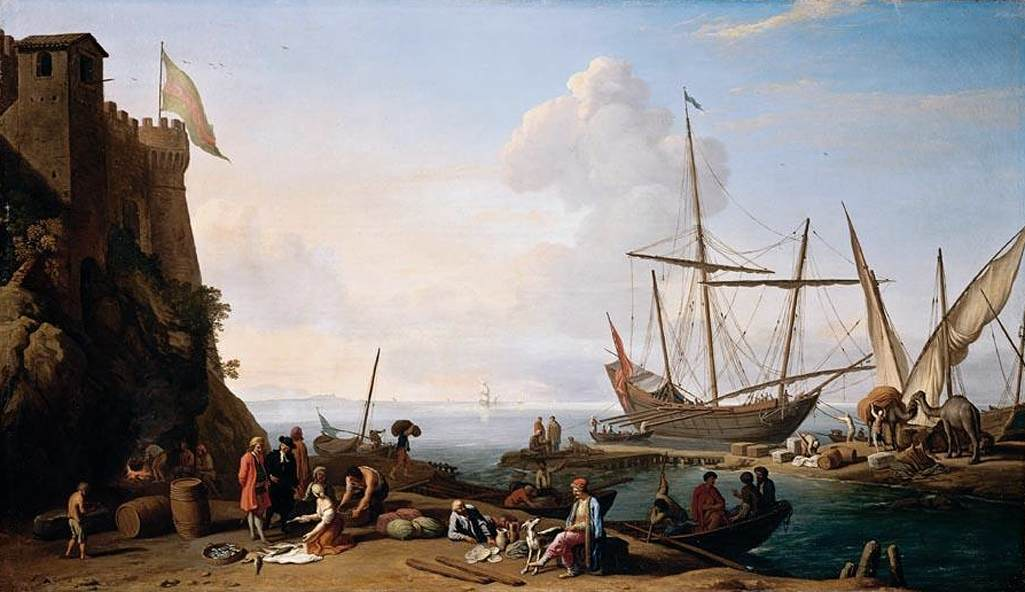
Mediterranean Harbour Scene, Privat samling